# Rotenkogel
Rotenkogel är ett berg i Österrike.   Det ligger i distriktet Lienz och förbundslandet Tyrolen, i den centrala delen av landet, 300 km väster om huvudstaden Wien. Toppen är 2 762 meter över havet, eller 646 meter över den omgivande terrängen. Bredden vid basen är 4,1 km.
Närmaste större samhälle är Matrei in Osttirol, 5,4 km väster om Rotenkogel. 